# La Candelaria, Tierra Blanca
La Candelaria är en ort i Mexiko.   Den ligger i kommunen Tierra Blanca och delstaten Veracruz, i den sydöstra delen av landet, 300 km öster om huvudstaden Mexico City. La Candelaria ligger 47 meter över havet och antalet invånare är 198.
Terrängen runt La Candelaria är mycket platt. Runt La Candelaria är det ganska tätbefolkat, med 75 invånare per kvadratkilometer. Närmaste större samhälle är Nuevo Paso Nazareno, 13,1 km sydväst om La Candelaria. Trakten runt La Candelaria består till största delen av jordbruksmark.